# Engina strongi
Engina strongi är en snäckart som beskrevs av Henry Augustus Pilsbry och Lowe 1932. Engina strongi ingår i släktet Engina och familjen valthornssnäckor. Inga underarter finns listade i Catalogue of Life.